# Anzur Ismailov
Anzur Husanovich Ismailov (21 de abril de 1985) é um futebolista profissional usbeque que atua como defensor.

## Carreira
Anzur Ismailov representou a Seleção Usbeque de Futebol na Copa da Ásia de 2015.